# Кумбрійська мова

Кумбрі́йська мова (англ. Cumbric) — мертва мова бритської підгрупи кельтської групи індоєвропейської сім'ї мов, яка була поширена на північному заході Англії та півдні Шотландії доти, поки тамтешнє бритське населення не асимілювали прибулі англосакси і ґели. Пам'яток кумбрійської мови майже не збереглося, якщо не брати до уваги топоніми, певні власні назви та три слова у латинському тексті законів, що датується XI сторіччям.

## Історія
До прибуття у Британію англосаксів брити заселяли більшу частину острова, в тому числі південь теперішньої Шотландії і північний захід Англії. Потім вони почали зазнавати тиску з боку англів зі сходу та скотів (див. також Дал Ріада) з північного заходу. У 616 році після битви поблизу Честера англійське королівство Нортумбрія остаточно захопило територію сучасних Ланкашира і Чешира, відокремивши таким чином бритів Уельсу від їх північних одноплемінників у Камбрії. До тих пір Уельс і так звана "Давня Північ" (Yr Hen Ogledd від валл. Yr Hen Ogledd) складали політичну і культурну спільність, саме на півночі було створено валлійські поеми Анейрина та Тальєсина (VI сторіччя). Отже, до того часу про існування окремої кумбрійської мови не йдеться, оскільки вона сформувалася пізніше в результаті відділення Камбрії від Уельсу в VI столітті, тобто з VII сторіччя. Хоча між зазначеними регіонами і далі підтримувалися зв'язки через морський шлях. 
Ще в Х сторіччі бритомовне королівство Стратклайд (Алт Клут) володіло землями Камберленда (досягаючи Коупленда), а також долиною річки Едем униз до Стейнмора. Тому кумбрійські топоніми розповсюджені по всій території вказаної держави, включаючи і південношотландські регіони Лотіан (області Західний Лотіан, Східний Лотіан, Середній Лотіан, Единбург), Піблесшир (північний захід області Шотландські кордони), Дамфрісшир (схід області Дамфріс-і-Галловей), Ланаркшир (області Північний Ланаркшир, Південний Ланаркшир) та Ейршир (області Північний Ейршир, Південний Ейршир, Східний Ейршир). Кумбрійські географічні назви також зустрічаються в Галловеї (захід області Дамфріс-і-Галловей), але тут вони перекриваються гельськими топонімами. Однак, не слід територію поширення кумбрійської мови повністю ототожнювати з політичними кордонами королівства Стратклайд.
Визначити точний час вимирання кумбрійської мови не можна. Зате є поодинокі свідчення, які можуть прояснити це питання. У середині XI ст. певна частина дворянства Камбрії мала, певно, кумбрійські імена. У битві Штандартів у 1138 році кумбрійці виділялися як окрема етнічна спільнота. Існують деякі писемні дані, які також це підтверджують. Так, увінчаний 1124 року король Шотландії Давид І був наділений титулом принца камбрійського. Вільгельм І між 1173-1180 роками звертався до своїх підданих, визначаючи кумбрійців як окрему етнічну групу. У цей час нерідко згадуються кумбрійські імена серед незаможних верств населення. Проте, надалі все більше зустрічаються англійські чи французькі власні назви. Таким чином, цілком упевнено можна стверджувати, що кумбрійська мова як мова окремої етнічної спільноти вимерла приблизно у середині XII сторіччя, хоча незначна кількість її носіїв могла ще залишатися у XIII столітті.

## Дані
Топонімічні дані свідчать, що кумбрійська мова була надто близькою до сучасних бритських мов, зокрема, до валлійської: порівн. топонім Pensax, буквально «голова (м. б. скеля) сакса», валл. Pen (y) Sais). Саме найменування Камбрії є кумбрійським і походить від бритського *kom-brogi "співвітчизники", як й самоназва валлійців: Cymry.
У документі, відомому як лат. Leges inter Brettos et Scottos, «Закони серед бритів і скотів», складеному за Давиде I, зустрічаються три кумбрійські юридичні терміни, які мають відповідників у середньовічному валлійському праві: galnys (порівн. galanas, викуп, який повинна була заплатити сім'я вбивці родичам убитого), mercheta (merch, меркет, викуп за наречену) та kelkyn (cylch, "гостювання", дослівно «коло»).
У північній Англії також зафіксована спеціальна система підрахунку (використовувана для рахунку овець), яка дуже нагадує кельтські числівники. Порівняй, перші десять чисел по-валлійськи: un, dau, tri, pedwar, pump, chwech, saith, wyth, naw, deg, а також pymtheg '15', ugain '20' .
| *  | Кесвік  | Вестморленд | Ескдейл | Міллом | Хай-Фернесс | Уосдейл | Тісдейл  | Суейлдейл | Уенслідейл | Ейршир  |  |
| -- | ------- | ----------- | ------- | ------ | ----------- | ------- | -------- | --------- | ---------- | ------- |  |
| 1  | yan     | yan         | yaena   | aina   | yan         | yan     | yan      | yahn      | yan        | yinty   |  |
| 2  | tyan    | tyan        | taena   | peina  | taen        | taen    | tean     | tayhn     | tean       | tinty   |  |
| 3  | tethera | tetherie    | teddera | para   | tedderte    | tudder  | tetherma | tether    | tither     | tetheri |  |
| 4  | methera | peddera     | meddera | pedera | medderte    | anudder | metherma | mether    | mither     | metheri |  |
| 5  | pimp    | gip         | pimp    | pimp   | pimp        | nimph   | pip      | mimp(h)   | pip        | bamf    |  |
| 6  | sethera | teezie      | hofa    | ithy   | haata       | -       | lezar    | hith-her  | teaser     | leetera |  |
| 7  | lethera | mithy       | lofa    | mithy  | slaata      | -       | azar     | lith-her  | leaser     | seetera |  |
| 8  | hovera  | katra       | seckera | owera  | lowera      | -       | catrah   | anver     | catra      | over    |  |
| 9  | dovera  | hornie      | leckera | lowera | dowa        | -       | horna    | danver    | horna      | dover   |  |
| 10 | dick    | dick        | dec     | dig    | dick        | -       | dick     | dic       | dick       | dik     |  |
| 15 | bumfit  | bumfit      | bumfit  | bumfit | mimph       | -       | bumfit   | mimphit   | bumper     | -       |  |
| 20 | giggot  | -           | -       | -      | -           | -       | -        | -         | -          | -       |  |

Усі ці числі подібні і один на одного, і на кельтські, попри те, що вони інколи змінюються через народною етимологією (порівн. bumper, видно від англійського слова bump) або вимоги рими. Інколи висловлюється, що ці системи збереглися з тих пір, коли кумбрійська була живою мовою (тим більше схожі феномени зустрічаються у Корнуоллі, де корнська мова практично вимерла). Проте, виключена можливість того, що ці числівники занесли на північ Англії валлійці, які приїжджали туди на заробітки.